# William Bell (zpěvák)
William Bell, rodným jménem William Yarborough (* 16. července 1939), je americký zpěvák.
Narodil se v Memphisu a příjmení „Bell“ si zvolil podle své babičky, jejíž křestní jméno bylo Belle. Svůj první singl nazvaný „You Don't Miss Your Water“ vydal v roce 1961. Píseň později nahrálo mnoho interpretů, mezi které patří například hudebník Brian Eno, skupina The Byrds či hudebník Taj Mahal. Je také autorem písně „Born Under a Bad Sign“, kterou hráli vedle jiných Cream a Albert King.